# 扁圓震旦花介
扁圓震旦花介（学名：Sinocytheridea latiovata）为荊花介科震旦花介屬下的一个种。